# Microxydia trigonifera
Microxydia trigonifera är en fjärilsart som beskrevs av Louis Beethoven Prout 1910. Microxydia trigonifera ingår i släktet Microxydia och familjen mätare. Inga underarter finns listade i Catalogue of Life.